# Apple Watch Series 7
L'Apple Watch Series 7 est la huitième génération du modèle de l'Apple Watch. Elle est présentée le 14 septembre 2021 durant l'évènement California Streaming d'Apple et a été mise en vente à partir du 8 octobre 2021. Cette nouvelle version de la célèbre montre connectée dispose notamment d'une autonomie revue et d'un écran aux bords moins épais pour laisser davantage de place à vos contenus. La grande nouveauté est la taille du boitier qui est maintenant disponible en 41 et 45 mm contre 40 et 44 mm auparavant. 

## Description
L’Apple Watch Series 7 propose le même châssis que la Series 6 mais avec des bords réduits pour accueillir un écran plus grand, environ 20 % de plus que la Series 6. L'écran est également 70 % plus lumineux en intérieur. La durée de vie de la batterie est également la même, d’une durée d’environ 18 heures entre les charges avec suivi du sommeil pendant la nuit et l’écran allumé tout le temps pendant la journée. Par contre la recharge est 33% plus rapide que sur la Série 6. 
L'Apple Watch Series 7 est la première Apple Watch dotée d'une certification IP6X, ce qui signifie qu'elle résiste à la poussière et aux jets d'eau puissants. En revanche, elles ne doit pas être utilisées pour la plongée sous‑marine, le ski nautique ou d’autres activités impliquant des courants rapides ou une immersion profonde selon le rapport du site d'Apple.
Le processeur est le même que le modèle précédent, à savoir une puce Apple S6 bicœur dérivée de l'A13 des iPhone 11.
Concernant la partie logicielle, la montre d'Apple embarque WatchOS 8, qui offre notamment offre un meilleur accès au système de payement, ainsi que de nouveaux types d'entraînements et une application de pleine conscience.

## Impact environnemental
Depuis 2009, l’entreprise publie son rapport de responsabilité environnementale annuel en même temps qu’une vidéo qui renouvelle la volonté d’Apple d’utiliser les énergies renouvelables.
Apple affirme que l’émission de gaz à effet de serre due à l’utilisation des produits de la marque a été réduite de 61 % depuis 2008. En effet, selon le rapport d'Apple, l'Apple Watch, modèle basique, a un impact carbone de 34 kg de CO2 ce qui représente une amélioration par rapport à la précédente Apple Watch série 6 qui avait un impact de 36 kg. Tout cela s'inscrit dans le cadre des efforts déployés par Apple pour devenir une entreprise neutre en carbone d'ici 2030, ce que l'entreprise a réussi pour son modèle 9 d'Apple Watch en septembre 2023. Le premier grand changement qui a été fait par l'entreprise a été en 2017 quand ils ont investi dans 500 mégawatts d'énergie solaire en Chine et au Japon.

## Caractéristiques techniques
- Boîtier de 41 mm ou de 45 mm ; écran plus de 20 % plus grand
- Modèles GPS et GPS + Cellular
- Puce S7 avec processeur bicœur 64 bits ; puce W3 sans fil
- Puce U1 (Ultra Wideband)
- Digital Crown avec retour haptique
- LTE et UMTS Wi‑Fi et Bluetooth 5.0
- GPS, GLONASS, Galileo, QZSS et BeiDou
- Altimètre toujours activé
- Résistance à l’eau jusqu’à 50 mètres
- Capteur de taux d’oxygène dans le sang (app Oxygène sanguin)
- Capteur électrique de fréquence cardiaque (app ECG)
- Capteur optique de fréquence cardiaque de 3ᵉ génération
- Appel d’urgence international, Appel d’urgence et détection des chutes[14]
- Accéléromètre (jusqu’à 32 g avec détection des chutes)
- Capteur de luminosité ambiant
- Haut-parleur ; micro intégré
- Apple Pay
- GymKit
- Capacité de 32 Go
- Boussole
- Connectivité cellulaire
- Recharge plus rapide